# John Oliver
John William Oliver (n. 23 de abril de 1977), conocido como John Oliver, es un comediante, presentador de televisión y actor británico nacionalizado estadounidense. Se le reconoce por ser el presentador de Last Week Tonight with John Oliver y por su trabajo en The Daily Show with Jon Stewart, por el que ganó un Emmy en el 2009. Además, es el copresentador del podcast satírico The Bugle.[cita requerida]
Ha trabajado sobre todo con Andy Zaltzman, cuyo trabajo incluye cientos de horas de pódcast de carácter satírico y transmisiones de radio, que incluye las series Political Animal, The Department, y The Bugle.[cita requerida]

## Vida y carrera

### Primeros años y educación
Oliver nació en Erdington, un suburbio de Birmingham, y educado en Bedford en el Mark Rutherford School. Es el hijo de Carole, una profesora de música, y Jim Oliver, director de escuela y trabajador social, ambos originales de Liverpool. Su tío era compositor Stephen Oliver, y su tatarabuelo era William Boyd Carpenter, Obispo de Ripon y capellán de la corte de la Reina Victoria. A finales de los 90, Oliver era miembro de Footlights, un grupo cómico dirigido por estudiantes de la Universidad de Cambridge, con contemporáneos incluyendo a David Mitchell y Richard Ayoade. En 1997, era el vicepresidente del grupo. En 1998, se graduó del Christ's College, donde se especializó en inglés.

## Vida personal
Oliver vive en Nueva York con su esposa Kate Norley, una veterana de la Guerra de Irak que sirvió como médico del Ejército de los Estados Unidos. Oliver dijo que se conocieron en la Convención Nacional Republicana de 2008; él estaba haciendo un segmento para The Daily Show y Norley estaba haciendo campaña con Vets for Freedom. Ella y otros veteranos escondieron a Oliver, al resto de correspondientes, y al operador de cámara de la seguridad. Se casaron en octubre de 2011. HBO anunció que el 12 de noviembre de 2015 la pareja había tenido un hijo llamado Hudson, sin especificar la fecha de su nacimiento.

## Filmografía

### Películas
| Año  | Título                                            | Papel                 | Notas |
| ---- | ------------------------------------------------- | --------------------- | ----- |
| 2008 | The Love Guru                                     | Dick Pants            |       |
| 2011 | Moves: The Rise and Rise of the New Pornographers | Líder de la protesta  | Corto |
| 2011 | Los Pitufos                                       | Pitufo Vanidoso (voz) |       |
| 2013 | Los Pitufos 2                                     | Pitufo Vanidoso (voz) |       |
| 2013 | Los Pitufos: La leyenda de Smurfy Hollow          | Pitufo Vanidoso (voz) | Corto |
| 2019 | Wonder Park                                       | Steve (voz)           |       |
| 2019 | El rey león                                       | Zazú (voz)            |       |

### Televisión
| Año             | Título                               | Papel                         | Notas                                                            |
| --------------- | ------------------------------------ | ----------------------------- | ---------------------------------------------------------------- |
| 1985            | Bleak House                          | Felix Pardiggle               | Episodio: "1.2"                                                  |
| 2001            | People Like Us                       | Bank Manager                  | Episodio: "The Bank Manager"                                     |
| 2001            | My Hero                              | Hombre de la BBC              | Episodio: "Pregnant"                                             |
| 2003            | Gash                                 | Él mismo                      | Episodio: "1.4"                                                  |
| 2004            | Green Wing                           | Vendedor de coches            | Episodio: "Caroline's First Day"                                 |
| 2005            | The Comic Side of 7 Days             | Él mismo                      | 6 episodios                                                      |
| 2005–2006       | Mock the Week                        | Panelista                     | 7 episodios                                                      |
| 2006–2013       | The Daily Show                       | Él mismo (corresponsal)       | 388 episodios; también guionista y presentador (durante 31 días) |
| 2008            | Terrifying Times                     | Él mismo                      | Stand-up                                                         |
| 2009            | Important Things with Demetri Martin | Varios personajes             | 2 episodios                                                      |
| 2009–2011, 2014 | Community                            | Ian Duncan                    | 19 episodios                                                     |
| 2010–2013       | John Oliver's New York Stand-Up Show | Él mismo (presentador)        | 26 episodios; también creador, guionista, productor ejecutivo    |
| 2012            | Gravity Falls                        | Sherlock Holmes de Cera (voz) | Episodio: "Headhunters"                                          |
| 2012–2013       | Randy Cunningham: 9th Grade Ninja    | Entrenador Green (voz)        | 4 episodios                                                      |
| 2013            | Rick and Morty                       | Dr. Xenon Bloom (voz)         | Episodio: "Anatomy Park"                                         |
| 2014–presente   | Last Week Tonight with John Oliver   | Él mismo (presentador)        | Guionista y productor ejecutivo                                  |
| 2014            | Los Simpson                          | Booth Wilkes-John (voz)       | Episodio: "Pay Pal"                                              |
| 2014            | Robot Chicken                        | Serpentor (voz)               | Episodio: "G.I. Jogurt"                                          |
| 2016            | Danger Mouse                         | Augustus P. Crumhorn IV (voz) | 4 episodios                                                      |

## Premios y nominaciones
| Año  | Premio                                                                                            | Trabajo                                | Resultado |
| ---- | ------------------------------------------------------------------------------------------------- | -------------------------------------- | --------- |
| 2008 | Primetime Emmy Award for Outstanding Writing for a Variety Series                                 | The Daily Show                         | Nominado  |
| 2009 | Writers Guild of America Award for Comedy/Variety (Including Talk) – Series                       | The Daily Show                         | Nominado  |
| 2009 | Primetime Emmy Award for Outstanding Writing for a Variety Series                                 | The Daily Show                         | Ganador   |
| 2010 | Writers Guild of America Award for Comedy/Variety (Including Talk) – Series                       | The Daily Show                         | Ganador   |
| 2010 | Primetime Emmy Award for Outstanding Writing for a Variety Series                                 | The Daily Show                         | Nominado  |
| 2011 | Writers Guild of America Award for Comedy/Variety (Including Talk) – Series                       | The Daily Show                         | Nominado  |
| 2011 | Daytime Emmy Award for Outstanding Special Class Special                                          | Rally to Restore Sanity and/or Fear    | Nominado  |
| 2011 | Primetime Emmy Award for Outstanding Writing for a Variety Series                                 | The Daily Show                         | Ganador   |
| 2012 | Writers Guild of America Award for Comedy/Variety (Including Talk) – Series                       | The Daily Show                         | Nominado  |
| 2012 | Primetime Emmy Award for Outstanding Writing for a Variety Series                                 | The Daily Show                         | Ganador   |
| 2013 | Writers Guild of America Award for Comedy/Variety (Including Talk) – Series                       | The Daily Show                         | Nominado  |
| 2013 | Primetime Emmy Award for Outstanding Writing for a Variety Series                                 | The Daily Show                         | Nominado  |
| 2014 | Writers Guild of America Award for Comedy/Variety (Including Talk) – Series                       | The Daily Show                         | Nominado  |
| 2014 | Primetime Emmy Award for Outstanding Writing for a Variety Series                                 | The Daily Show                         | Nominado  |
| 2015 | Writers Guild of America Award for Comedy/Variety (Including Talk) – Series                       | The Daily Show                         | Nominado  |
| 2015 | Writers Guild of America Award for Comedy/Variety (Including Talk) – Series                       | Last Week Tonight with John Oliver     | Ganador   |
| 2015 | Producers Guild of America Award for Outstanding Producer of Live Entertainment & Talk Television | Last Week Tonight with John Oliver     | Nominado  |
| 2015 | Dorian Award for TV Current Affairs Show of the Year                                              | Last Week Tonight with John Oliver     | Nominado  |
| 2015 | Dorian Award for Wilde Wit of the Year                                                            | Dorian Award for Wilde Wit of the Year | Ganador   |
| 2015 | Peabody Award                                                                                     | Peabody Award                          | Ganador   |
| 2015 | Critics' Choice Television Award for Best Talk Show                                               | Last Week Tonight with John Oliver     | Nominado  |
| 2015 | TCA Award for Outstanding Achievement in News and Information                                     | Last Week Tonight with John Oliver     | Ganador   |
| 2015 | Primetime Emmy Award for Outstanding Variety Talk Series                                          | Last Week Tonight with John Oliver     | Nominado  |
| 2015 | Primetime Emmy Award for Outstanding Writing for a Variety Series                                 | Last Week Tonight with John Oliver     | Nominado  |
| 2015 | Environmental Media Award for Best Reality Television                                             | Last Week Tonight with John Oliver     | Nominado  |
| 2016 | Critics' Choice Television Award for Best Talk Show                                               | Last Week Tonight with John Oliver     | Ganador   |
| 2016 | Dorian Award for TV Current Affairs Show of the Year                                              | Last Week Tonight with John Oliver     | Ganador   |
| 2016 | Dorian Award for Wilde Wit of the Year                                                            | Dorian Award for Wilde Wit of the Year | Nominado  |
| 2016 | Producers Guild of America Award for Outstanding Producer of Live Entertainment & Talk Television | Last Week Tonight with John Oliver     | Ganador   |
| 2016 | GLAAD Media Award for Outstanding Talk Show Epsiode                                               | Last Week Tonight with John Oliver     | Nominado  |

## Trabajos publicados
- Earth (The Book): A Visitor's Guide to the Human Race (Grand Central Publishing, 2010) ISBN 978-0-446-57922-3